# Символи Дзенцуджі
Символи Дзенцуджі

## Символи

Емблема
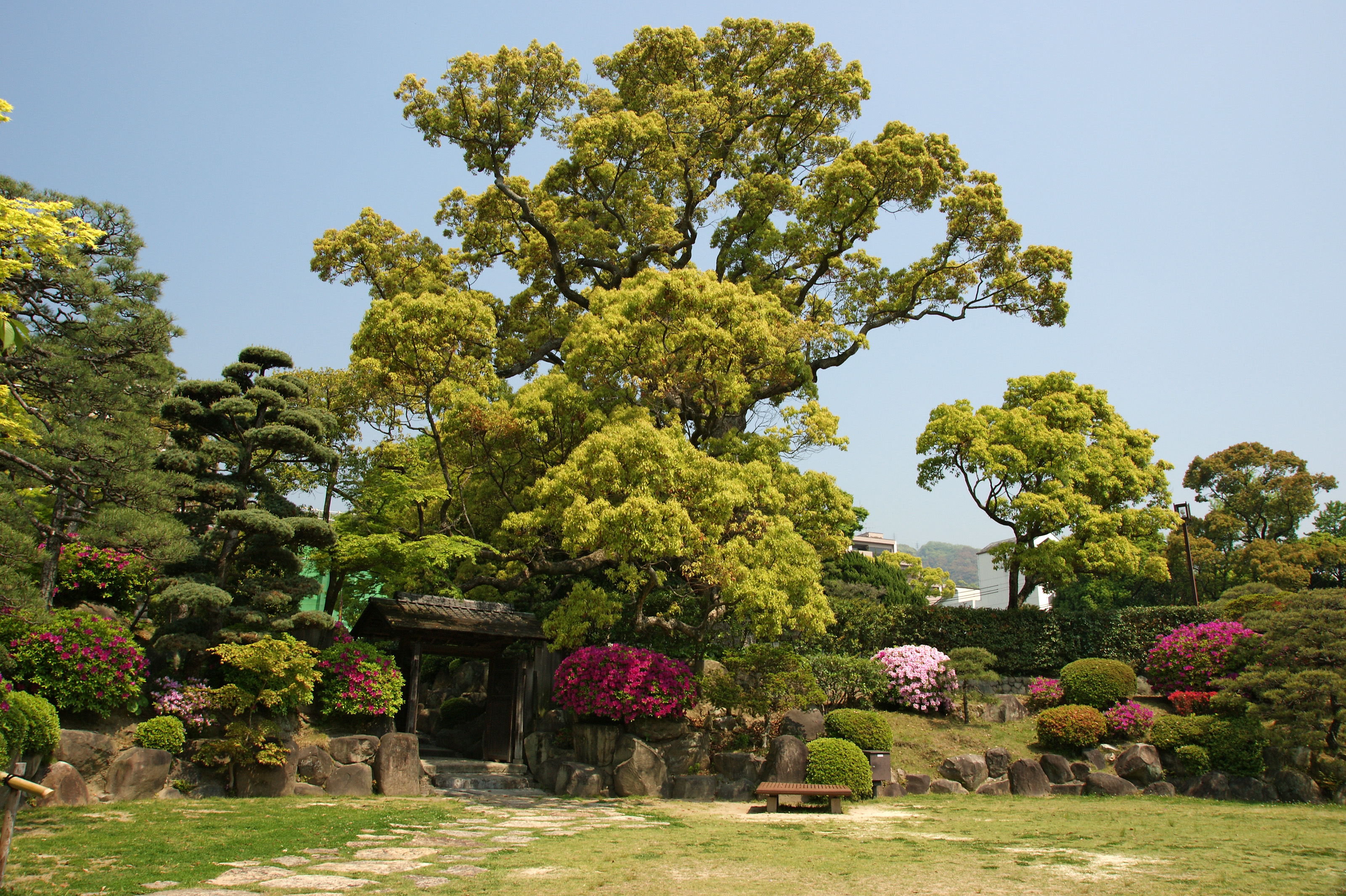
Камфорне дерево
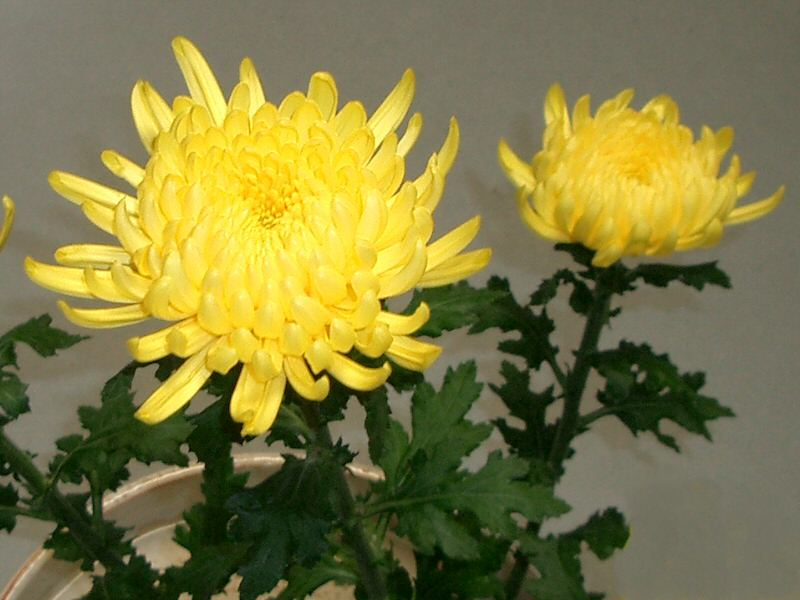
Хризантема

- Емблема — видозмінена графема «ゼ» (дзе), знак японської абетки катакана, з якого починається назва міста. Символізує гармонічність та процвітання. Затверджений 4 жовтня 1954 року[1].
- Дерево — камфорне дерево. Обране символом міста 1 листопада 1973 року[1].
- Квітка — хризантема. Обрана символом міста 1 листопада 1973 року[1].